# شهباز توسی‌پوش
شهباز توسی‌پوش (نام علمی: Accipiter luteoschistaceus)، یا بازگنجشک توسی‌پوش یا بازگنجشک پشت‌توسی یک گونه از پرندگان شکاری در خانواده بازان است. بومزاد پاپوآ گینه نو است. زیستگاه طبیعی آن جنگل‌های دشت مرطوب نیمه‌گرمسیری یا گرمسیری است. از دست دادن زیستگاه آن را تهدید می‌کند.